# Tomba dei bronzetti sardi
La tomba dei bronzetti sardi è una tomba etrusca risalente al IX secolo a.C., scoperta nel 1958 nella necropoli del Mandrione di Cavalupo nel territorio dell'antica città di Vulci, oggi parte del comune di Canino in provincia di Viterbo.

## Descrizione
Nella sepoltura sono state rinvenute, disposte in un'unica urna cineraria posta all'interno di una custodia in pietra, le ceneri di due individui di sesso femminile di età diversa (25-35 anni e 8-10 anni) probabilmente imparentati fra loro .
Il corredo funerario è piuttosto ricco, composto di numerosi oggetti personali, persino in oro (raro in quell'epoca), quali fibule e altri ornamenti. 

I manufatti più importanti di questo corredo sono tuttavia i tre bronzetti nuragici rappresentanti una figura maschile di non chiara interpretazione, un sonaglio-scettro e una cesta. In base a queste evidenze si pensa che le donne fossero di origine sarda e che appartenessero ad un'alta classe sociale (aristocratiche, sacerdotesse).